# 阮科淇
阮科淇（越南语：／；1880年—1944年），越南阮朝官員。

## 生平

### 家世
阮科濱是承天府香水縣安舊總安舊社人，出自阮科世家，榜中侯阮科占的後裔。父親是翰林院承辦阮科話，母親陳氏媚。保大帝前期戶部尚書阮科濱是他的堂兄。

### 早期經歷
嗣德三十三年（1880年），阮科淇出生。早年參加鄉試，考中秀才，蔭授翰林院典籍。維新八年（1914年），任刑部司務。次年（1915年），升刑部主事。同年（1915年），出為清化省弘化知縣。啟定三年（1918年），升綏和知府。啟定六年（1921年），改任綏福知府。啟定十年（1925年），改任肇豐知府。同年（1925年），升寧順管道，加布政使銜。保大五年（1930年），升平順巡撫。

### 主政安靜
保大五年（1930年），因乂安發生暴動，阮科淇自平順調任乂安，升安靜總督。適逢世界經濟大蕭條，越南經濟也受到影響，印度支那共產黨趁機在乂安省、河靜省發起武裝暴動，成立乂靜蘇維埃。阮科淇下令鎮壓。次年（1931年），暴動失敗。阮科淇則因功獲贈法國榮譽軍團勳章騎士勳位（又稱「五項北斗佩星」）。

### 進入朝廷
保大十年二月七日（1935年3月11日），保大帝下發兩道上諭，增設經濟部，同時任命阮科淇為經濟部尚書，充機密院大臣。次年五月一日（1936年6月19日），保大帝下发上谕，升授阮科淇为协佐大学士。保大十七年（1942年），阮科淇致仕，封安富男（越南语：／）。
阮科淇于1944年逝世（一说1945年）。

## 家庭
育有五子六女。

## 榮譽
保大二年（1927年），阮科淇獲贈三項金磬。保大四年（1929年），獲贈柬埔寨王家勳章（高綿佩星）。保大六年（1931年），獲贈四項龍佩星和法國榮譽軍團勳章騎士勳位（五項北斗佩星）。保大七年（1932年），獲贈二項金磬。保大九年（1934年），獲贈三項龍佩星。